# Гольф в России
Первые упоминания о гольфе в России относятся ко времени правления Николая II. Царская семья часто брала уроки по мини-гольфу посещая летнюю резиденцию в финском муниципалитете Виролахти. После революции об этом виде спорта забыли надолго.
Первое гольф-поле на 18 лунок появилось в подмосковном Нахабино только в 1994 году и долгое время оставалось единственным.
Гольф в России длительное время не получал широкого распространения до 2006 года, когда в стране началось активное строительство гольф-клубов.
Сейчас в России открыто 32 гольф-поля.
С 2016 года гольф включён в состав олимпийских видов спорта. О том, что в России есть гольф, мировая общественность узнала, когда в число участников ОИ-2016 попала российская гольфистка Мария Верчёнова. В 4-м раунде Мария сделала en:hole-in-one и установила рекорд олимпийского поля, показав лучший раунд среди мужчин и женщин.
Гольф-сезон в России длится с апреля по конец октября, а в зимний период популярен гольф на снегу. Активное развитие туристического гольф-направления в стране началось после чемпионата мира по футболу в 2018 году. Россия стала более открытой для туристов, что позволило значительно расширить границы гольф-индустрии и выйти на международную аудиторию.
За развитие этого вида спорта в стране отвечает Ассоциация гольфа России (АГР). Повышением узнаваемости на мировой арене и ростом въездного количества гольф туристов в страну занимается АНО «Международного Центра Гольф Туризма» Golf in Russia.

## История
Первое гольф-поле в Российской империи появилось в деревне Мурино Петербургской губернии (в настоящее время город в Ленинградской области России, один из крупнейших по населению городов-спутников Санкт-Петербурга) в конце XIX века. Точная дата появления поля для гольфа в Мурино неизвестна, но первые упоминания о нём датируются 1891 годом, что дает возможность отсчитывать историю российского гольфа от этой даты.
Поле для гольфа имело 9 лунок и располагалось на том месте, где сейчас находится железнодорожная станция Девяткино. Председателем Муринского гольф-клуба был Великий князь Кирилл Владимирович, в состав членов клуба входили посланник Великобритании, лица, состоявшие при посольствах Великобритании и США, а также лица различных национальностей из высших слоев общества.
Первый гольф клуб на южном берегу Франции, Cannes Mandelieu Golf Club (современный Клуб Old Course Golf Cannes-Mandelieu) был основан в XIX веке Великим князем Михаилом Михайловичем Романовым.
После революции 1917 года в стране об этом виде спорта забыли надолго.
Новый этап развития гольфа в России начинается с даты основания первого гольф-клуба в Москве. 15 сентября 1987 года, состоялась торжественная «закладка камня» знаменитым шведским хоккеистом, экс-чемпионом мира Свеном Юханссоном (Свен Тумба), знаменующая начало строительства первого в СССР гольф-поля. В тот же день известные спортсмены Пеле, Майк Тайсон, Свен Тумба и Александр Рагулин сделали символические удары клюшками.
В 1988 году на улице Довженко был основан — «Гольф клуб Тумба Москва» (переименован в середине 2000-х в Московский городской гольф клуб — МГГК) именно здесь было открыто первое тренировочное поле — Драйвинг рейндж. Немного позже здесь открывается первое отделение гольфа в системе Москомспорта. Более 100 детей с прилегающих районов начинают заниматься гольфом. Из них формируется Сборная команда СССР, которая успешно выступает на международных соревнованиях.
В 1990 году на Довженко открывается 9-луночное поле для игры.
В 1992 году на базе МГГК создаётся Ассоциация гольфа России, признанная Олимпийским комитетом России, Европейской Ассоциацией Гольфа и высшим гольф-авторитетом — Гольф Клубом Сент-Эндрюс. Ковалёв Анатолий Николаевич берёт на себя руководство Ассоциацией, оставаясь её Президентом на протяжении 11 лет. С 2015 года действующим Президентом является Христенко Борис Викторович .
Организация занимается развитием и поддержанием гольфа в России, представляя российский гольф через участие и игру на международной арене, и способствует воспитанию будущих российских чемпионов.
В 1994 году открывается второе гольф-поле в России Москоу Кантри Клаб, и в соответствии с замыслом основателей клуба, становится гольф-полем международного класса и единственным в России 18-луночным чемпионским полем более чем на десятилетие.
В дальнейшем гольф получил развитие в регионах РФ.
Открылся гольф-клуб «Дюны» (закрыт по состоянию на 2020 год) под Санкт-Петербургом, построен «Старооскольский» гольф-клуб в Белгородской области, Гольф & Кантри клуб «Дон» в Ростовской области и Гольф-клуб "Орлиные холмы " в Красноярске. Получило развитие и такое направление гольфа, как Питч-энд-Патт.
Очередной этап развития гольфа в России начинается в 2004—2006 гг. активным строительством 18-луночных гольф-полей.
Первым из них 1 мая 2004 года открылся Гольф-клуб в Крылатском после 18 лет недалеко от Серебряного Бора. Проектированием инфраструктуры занималась английская компания RMJM, мировую известность которой принесли поля для игры в гольф в США и Европе. Российские архитекторы Тобалевский и Мазурин также внесли большой вклад в создание поля Крылатского гольф-клуба. Стиль поля: Линкс
В 2006 году открылось Гольф & Яхт Клуб «Пестово» в Московской области и сразу завоевало сердца российских гольфистов. Поле создано архитекторами Дейвом Томасом и Полом Томасом, оно позволяет своим гостям прочувствовать вкус настоящей русской аристократии и роскоши. Стиль поля: Паркленд
Летом 2008 года в Дмитровском районе открылось третье по счёту поле в России. Долгое время закрытый частный клуб Целеево Гольф и Поло Клуб. Спроектировал поле архитектор Джек Никлаус. Стиль поля: Паркленд
В этом же году открылся Гольф-клуб «Свияжские холмы» на территории одноимённого города-курорта — единственный и крупнейший гольф-клуб на территории Поволжья, в Казани. Дизайн поля принадлежит швейцарской компании «Harradine Golf AG». Архитектором выступил Питер Харрадин. Стиль поля: Хитленд
В 2010 году в Истринском районе Московской области открылся частный Гольф Кантри Клуб Агаларов в составе загородного комплекса Agalarov Estate. Поле создано архитектором Кэлом Олсоном. Стиль поля: Паркленд
В 2012 году на берегу Волги в городе Тверь, между Москвой и Санкт-Петербургом, заработал Завидово PGA National — единственный гольф-клуб в России, лицензированный старейшей и наиболее авторитетной в мире Ассоциацией профессиональных гольфистов Великобритании и Ирландии (PGA). Поле разработано архитекторами международного бюро European Golf Design. Стиль поля: Линкс
В мае 2013 года в Дмитровском районе на Севере Москвы заработал первый загородный гольф-клуб в России открытого типа — «Форест Хиллс». Гольф-поле спроектировано архитектурных бюро Hills&Forest International Golf Course Arhitects, архитекторами Стивом Форестом и Артуром Хиллом. Хиллом. Поле спрятано в величественных лесах на заповедной территории, рельеф которого был создан ещё в Ледниковый период. В 2018 и 2019 годах тут проходил Чемпионат России по Гольфу. В январе 2020 года клуб на своей территории открыл лыжно-биатлонный комплекс. Стиля поля: Паркленд
В этом же году состоялось открытие первого и единственного гольф-курорта мирового уровня на Урале Pine Creek Golf Resort, около города Екатеринбург. В 2015 году поле для гольфа было внесено в реестр объектов Министерства спорта РФ. Стиля поля: Паркленд
2014 год ознаменован стартом работы сразу четырёх новых гольф-клубов.
В столичном регионе открылся самый близкий гольф-клуб к центру Москвы — «Сколково». Поле спроектировано Джеком Никлаусом. Архитектором клубного дома выступил Сигэру Бан. В 2015 году гольф-клуб «Сколково» стал площадкой для проведения европейского профессионального гольф-тура M2M RUSSIAN OPEN. Стиль поля: Паркленд
В мае в 60 километрах от Москвы по Рогачёвскому шоссе заработал гольф-курорт Links National Golf Resort. Известным мировым гольф-архитектором поля выступил Джон Флинн. Стиль поля: Линкс
В Северо-Западном регионе открылся первый гольф-клуб Ленинградской области — Gorki Golf & Resort. Архитектор поля — Ласси Пекка Тиландер. Сначала были открыты первые 9 лунок, а через год все 18. Стиль поля: Инленд Линкс
Осенью, вблизи города Ломоносов под Санкт Петербургом был представлен гольф-проект «Земляничные поляны» и состоялось открытие драйвинг рейнджа. Первые 9 лунок были открыты в середине сезона 2015 года, а клубный дом и вторая девятка в 2018 году. Поле спроектировал архитектор Яри Расинкангас. Стиль поля: Паркленд
В июне 2017 года в Санкт-Петербурге открылся Гольф-клуб «Петергоф» — единственное поле в черте города. Клуб располагается в Петергофе, рядом с парком Александрия. Первые 9 лунок были построены по проекту Грега Нормана, вторые 9 лунок — под авторством Стива Фореста. В 2018 году Гольф-клуб «Петергоф» стал площадкой для проведения гольф-турнира Roscongress Cup, впервые включённого в государственную программу в рамках ПМЭФ 2018. Стиль поля: Линкс
В 2018 году в городе Всеволожск открылся гольф-клуб MillCreek. Проект разработан крупнейшими международными архитектурными бюро — WATG и EGD. Ландшафт спроектирован архитектором Россом Мак-Мюрреем (European Golf Design). Поле построено в соответствии с технологией «Калейдоскоп-гольф» Стиль поля: Линкс
В мае 2019 года начал работу первый на юге России гольф-курорт «Геленджик Гольф Резорт». Разработкой проекта поля занимались специалисты компании Dave Thomas Ltd. Это единственный гольф-клуб в России, который открыт 365 дней в году. Стиль поля: Линкс
В 2020 году открылся Раево Гольф и Кантри Клуб — новый гольф-клуб в Одинцовском районе Московкой области. Клуб находится под управлением IMG -крупнейшей компании в мире по продвижению спорта и мероприятий. Стиль поля: Паркленд
В 2019 году появился проект Golf in Russia, созданный АНО «Международным Центром Гольф Туризма» с целью привлечения иностранных гольф групп, а также помочь туроператорам сферы гольфа выбрать лучшие гольф-клубы, отели, рестораны, транспортные компании, экскурсионные туры. Миссия некоммерческой организация состоит в том, чтобы объединить туристическую отрасль с индустрией гольфа для повышения гольф-туризма в России.

## Особенности гольфа в России
К тренировочным занятиям допускаются уже дети с 7 лет. И, как правило, игра их захватывает ещё быстрее, чем взрослых. Во многих гольф клубах открываются летние гольф лагеря с интенсивной программой тренировок. Это поможет освоить новое хобби за короткий срок

## Российские гольфисты и мировой гольф
- Первым профессиональным гольфистом в России стал  Александр Стрункин. В 1997 году переходят в профессионалы Константин Лифанов и Денис Жеребко.
- У женщин первопроходцем была Светлана Гунькина. Показав отличные результаты в России, она в 1998 году получила гольф-стипендию для обучения в американском университете «Lynn University». До 2001 года являлась первым номером сборной команды университета. В составе университетской команды становится впервые в истории России призёром командного чемпионата по гольфу среди университетов США. Первой из россиянок проходила профессиональный квалификационный отбор в женский Американский тур LPGA.[30] Первая из российских гольфисток участвовала в отборочном турнире на US OPEN (набрала 76 ударов, не хватило всего 2-х ударов для прохождения в знаменитый турнир).
- Вслед за Гунькиной уехали обучаться в Америку и сёстры Костины — Анастасия и Мария. Анастасия заняла 1-е место на Golfstream Ladies Open. Впервые в истории российская гольфистка выиграла этап Профессионального Тура LET Access Series — турнир Golfstream Ladies Open, проходивший в Киеве 22-24 мая 2012 года[31]
- Ульяна Ротмистрова — первая российская девушка, поменявшая любительский статус на профессиональный. Она прошла квалификацию в женский Евротур. Позже статус поменяли и сёстры Костины и начали выступать в США в мини-туре «Фьючерс».[32]
- Мария Верчёнова (статус PGA). Мария представляла Россию на Олимпийских играх 2016 года. В заключительном раунде Мария показала рекордный счёт Олимпийского поля 62 (-9), исполнив при этом девять бёрди и hole-in-one на короткой четвёртой лунке. Счёт российской спортсменки превосходил даже результаты, показанные на мужском турнире (-8) Благодаря своей феноменальной игре Мария поднялась с 41-й строчки, которую занимала после трёх первых дней турнира, на шестнадцатое место с итоговым результатом 280 (-4).[33]
- Нина Пегова (статус PGA) — претендентка на Олимпийские игры 2020 года, в 2019 году она вошла в топ-10 женщин-гольфисток турнира LETAS.[34]
- Гусева Наталья (любительский статус) — самая молодая российская гольфистка, вошедшая в топ-100 WAGR. В 2019 году была приглашена в команду Континентальной Европы для участия в турнире Junior Vagliano Trophy. Член сборной России.[35]
- Анохина Софья (любительский статус, планирует получить PGA) — имела хорошие позиции в рейтингах WAGR (была в топ-200), затем сосредоточилась на исследованиях и квалификации для женского турнира PGA. В 2019 году была единственной россиянкой, приглашённой на Augusta National Women’s Amateur в преддверии The Masters 2019.

## Ежегодные турниры
Гольф в России ежегодно стремительно развивается, появляются новые поля в разных регионах, соответственно растёт и география всероссийских турниров: в 2017 году соревнования прошли в 5 регионах, в 2018 — 6, в 2019 — 7.

### Официальные всероссийские соревнования
- Чемпионат России
- Первенство России
- Кубок России[36]

### Бизнес-турниры
- Roscongress Golf Cup[37]
- Innoprom Golf Challenge[38]
- AmCham Golf Tournament[39]
- Turkish Airlines World Golf Cup[40]

## Детские чемпионаты

### «Школьный гольф»
28 февраля 2015 года состоялось открытие школы гольфа в спортивном центре в Жуковке.
Проект «Школьный гольф», направлен на развитие спорта в школьной среде и охватывает более 200 школ в 19 регионах Российской Федерации.
Программа имеет статус «рекомендована» Экспертным советом Министерства образования и науки Российской Федерации по совершенствованию системы физического воспитания в образовательных учреждениях Российской Федерации к применению в образовательном процессе общеобразовательных учреждений.
В проекте «Школьный гольф» также предусмотрена серия соревнований «Всероссийская школьная Лига гольфа» для школьников, организатором которых выступает Ассоциация гольфа России при поддержке программы ОКР «Олимпийская страна».
Более 15 000 детей учатся играть в гольф в рамках реализации проекта «Школьный гольф».
52 юниора входят во Всероссийский национальный рейтинг: 12 сильнейших получили грант от Ассоциации гольфа России и составили основу Команды Мечты.

### Гольф в школе олимпийского резерва
20 января 2025 г. на территории гольф-клуба Pine Creek Resort состоялось подписание соглашения о сотрудничестве и взаимодействии в сфере физической культуры и спорта, которое направлено на эффективную подготовку олимпийского резерва, повышение результативности выступлений спортсменов-гольфистов на соревнованиях и турнирах всех уровней, а также популяризацию гольф-спорта в регионе и стране. В соответствии с условиями соглашения с 2025 года на площадке Pine Creek Resort спортивную подготовку будут проходить 45 спортсменов-гольфистов с 9 до 14 лет, зачисленных на отделение «Гольф» в Государственное автономное учреждение дополнительного образования Свердловской области «Спортивная школа олимпийского резерва имени Я.И.Рыжкова (СШОР). Для организации эффективного тренировочного процесса штат школы пополнится ставкой тренера-преподавателя по гольфу.
Спортивной базой для тренировок станет 18-луночное чемпионское гольф-поле мирового уровня Pine Creek Resort, которое включено в реестр спортивных объектов Министерства спорта. 

### Юниорские всероссийские соревнования
- Детско-юношеские турниры (обычно это 5 этапов в сезоне, принимают участие гольфисты 10-18 лет)[45]
- Кубок президента АГР — является частью проекта «Команда мечты», по итогам турнира определяется состав команды на следующий сезон[46]

## Список гольф-клубов России
По данным сайта rusgolf.ru

### Белгородская область
- Старооскольский гольф-клуб (9 лунок)

### Калужская область
- Гольф-клуб «Вырка»[48][49][50][51] (6 лунок)

### Краснодарский край
- Гольф-клуб «Геленджик» гольф резорт (18 лунок)
- Гольф Клуб Раевский (9 лунок)

### Красноярский край
- Гольф-клуб ландшафтного парка «Юдинская долина» (18 лунок)
- Гольф-клуб Орлиные холмы (9 лунок)
- Всесезонный центр гольфа «Golfstation»
- Гольф-симуляторы в кластере «Радуга»

### Республика Крым
- Гольф-клуб «Инкомспорт» (Бахчисарай, 6 лунок)
- Ялтинский гольф-клуб
- Гольф-клуб Байдары (Севастополь)

### Москва и Московская область
- Московский городской гольф-клуб (9 лунок)
- Москоу Кантри Клаб (18 лунок)
- Гольф- и яхт-клуб Пестово (18 лунок)
- Гольф-клуб Сколково (18 лунок)
- Гольф-клуб Пирогово (9 лунок)
- Гольф кантри клаб Агаларов (18 лунок)
- Гольф-поле Московской школы гольфа
- Гольф-поло-клуб Целеево (18 лунок)
- Гольф-клуб на Гребном канале
- Гольф-клуб «Links national» (18 лунок)
- Гольф-клуб «Форест Хиллс» (18 лунок)
- Гольф-клуб «Dmitrov Golf Resort» (9 лунок)
- Гольф плаза «Корейский Дом»
- ГОЛЬФ ЦЕНТР — крытый гольф-центр с симуляторами и инфраструктурой
- Мультиспорт Гольф
- Гольф-клуб в Крылатском (18 лунок)
- Гольф-клуб Тайгер (6 лунок)
- Раево Гольф Кантри Клаб (18 лунок)

### Республика Осетия
- Гольф-клуб Осетиан (5 лунок)

### Республика Татарстан
- Гольф-клуб Свияжские холмы (18 лунок)
- Гольф-клуб Ак Барс (18 лунок)

### Ростовская область
- Гольф кантри клуб «Дон» (9 лунок)

### Санкт-Петербург и Ленинградская область
- Гольф-клуб «Gorki» (18 лунок)
- Гольф-клуб «Земляничные поляны» (18 лунок)
- Гольф-клуб «Петергоф» (18 лунок)
- Гольф-клуб «Mill Creek» (18 лунок)
- Гольф-клуб «Никольские ряды» (мини-гольф, 18 лунок)
- Гольф-центр «Крестовский» (симуляторы)

### Свердловская область
- Гольф-клуб Pine Creek (18 лунок)

### Тверская область
- PGA national Zavidovo (18 лунок)

### Комментарии
1. ↑  Утверждение о том, что название станции Девяткино происходит от ранее располагавшегося на её месте деятилуночного поля для гольфа, источниками не подтверждается и является, таким образом, муринской городской легендой